# Mariusz Jurkiewicz
Mariusz Jurkiewicz (Lubin, Polonia, 3 de febrero de 1982) es un exjugador de balonmano polaco que jugó de lateral izquierdo. Su último equipo fue el Vive Kielce.
Fue un componente de la selección de balonmano de Polonia.

## Clubes
| Club                 | País    | Temporadas  |
| -------------------- | ------- | ----------- |
| BM Ciudad Real       | España  | 2003 - 2004 |
| JD Arrate            | España  | 2004 - 2009 |
| Portland San Antonio | España  | 2009 - 2010 |
| BM Ciudad Real       | España  | 2010 - 2011 |
| BM Atlético Madrid   | España  | 2011 - 2013 |
| Orlen Wisła Płock    | Polonia | 2013 - 2015 |
| Vive Targi Kielce    | Polonia | 2015 - 2020 |

## Palmarés

### BM Ciudad Real
- Liga ASOBAL (2003-04)
- Copa ASOBAL (2003-04) y (2010-11)
- Copa del Rey (2010-11)
- Supercopa de España (2010)
- Subcampeón Liga ASOBAL (2010-11)
- Subcampeón Copa de Europa (2010-11)
- Subcampeón Mundial de Clubes (2010-11)

### BM Atlético de Madrid
- Supercopa de España (2011).
- Copa del Rey (2011-12) y (2012-13).
- Mundial de Clubes (2012).
- Subcampeón Liga ASOBAL (2011-12) y (2012-13).
- Subcampeón Supercopa de España (2012).
- Subcampeón Copa ASOBAL (2012-13).
- Subcampeón Copa de Europa (2011-12)

### Vive Targi Kielce
- Liga polaca de balonmano: (2015-16, 2017, 2018, 2019, 2020)
- Copa polaca de balonmano: (2016, 2017, 2018, 2019)
- Liga de Campeones de la EHF: (2015-16)

### Campeonato del Mundo
- Medalla de bronce en el Campeonatos del Mundo de 2009

- Datos: Q748920
- Multimedia: Mariusz Jurkiewicz / Q748920